# Diocesi di Stadia
La diocesi di Stadia (in latino: Dioecesis Stadiensis) è una sede soppressa del patriarcato di Costantinopoli e una sede titolare della Chiesa cattolica.

## Storia
Stadia, identificabile con Dasaa nell'odierna Turchia, è un'antica sede episcopale della provincia romana della Caria nella diocesi civile di Asia. Faceva parte del patriarcato di Costantinopoli ed era suffraganea dell'arcidiocesi di Stauropoli.
Poco si conosce di questa antica sede episcopale, che le fonti antiche associano alla diocesi di Cnido, come per esempio la Notitia Episcopatuum 10, del X secolo, indizio di un'unione delle due sedi o di un suo trasferimento momentaneo da Cnido a Stadia. Un solo vescovo è noto che abbia portato il titolo di Stadia, e cioè Staurazio, che prese parte al secondo concilio di Nicea nel 787.
Dal 1926 Stadia è annoverata tra le sedi vescovili titolari della Chiesa cattolica; la sede è vacante dall'8 marzo 1968. Il titolo è stato assegnato in tre occasioni: Franz Kamprath, vescovo ausiliare di Vienna; Pēteris Strods, amministratore apostolico di Liepāja e di Riga; e Aloysius John Wycislo, vescovo ausiliare di Chicago.

## Cronotassi

### Vescovi greci
- Staurazio † (menzionato nel 787)

### Vescovi titolari
- Franz Kamprath † (15 febbraio 1929 - 4 maggio 1944 nominato arcivescovo titolare di Scarpanto)
- Pēteris Strods † (19 luglio 1946 - 5 agosto 1960 deceduto)
- Aloysius John Wycislo † (7 ottobre 1960 - 4 marzo 1968 nominato vescovo di Green Bay)